# Давыдов, Марк Тимофеевич
Давыдов Марк Тимофеевич (1889—1957) — военачальник, анархист, в дальнейшем большевик, участник махновского движения.

## Биография
Родился 23 апреля (по некоторым источникам 1 мая)1889 в казацкой семье отец был писарем в селе Старогнатовка Мариупольского уезда.
До армейской службе работал народным учителем. В период первой мировой войны призван в армию, в 1915 году окончил Тифлисскую школу прапорщиков, последняя должность — подхорунжего 2-й сотни 12-го Кубанского пластунского батальона. По возвращении домой активно поддержал анархистское движение в Мариупольском уезде но ни в какие партии не вступал.
В 1919 году создал и возглавил 11 Игнатьевскую полк который держал участок фронта против Добровольческой армии генерала Деникина в районе Мариуполя.
С 1 мая 1919 до середины июня 1919 года — начальник штаба 2-й бригады 1-й повстанческой дивизии им. батьки Махно. В июне 1919 года Ворошилов поручил Марку сформировать бригаду из невооруженных махновцев. Он утвердил предложенных Давыдовым командиров полков: Бондаренко, Тахтамышева, Петренко (Платонова). В июле 1919 года отряды Давыдова вместе с Тахтамышевым влились в 14-в советскую армию и отступили на север за пределы Донбасса.
Попав в Россию стал вольнослушателем Военной Академии РККА. С 11 августа 1921 назначен Начальником войск ВЧК Северо-Кавказского округа.
После войны служил в войсках ВЧК, затем начальник штаба 80-й, военрук ряда гражданских учебных заведений.
Впоследствии преподавал в Военно-хозяйственной академии, комбриг (1940), генерал-майор (1943).
Умер 18 января 1957 г. в Ленинграде.

## Награды
- орден Ленина,
- 2 ордена Красного Знамени

## Произведения
- Давыдов М. Т. В партизанах. «Звезда», 1959, № 2,